# Peter Michalzik
Peter Michalzik (* 24. April 1963 in Landshut) ist ein deutscher Autor, Hochschuldozent und Journalist.

## Leben
Peter Michalzik wuchs in Landshut (Niederbayern) und Weinheim (Baden-Württemberg) auf. In München  studierte er Germanistik, Philosophie, Geschichte und Theaterwissenschaft.
Michalzik arbeitete als Journalist und Literaturkritiker für die Süddeutsche Zeitung, Spiegel, Neue Zürcher Zeitung, Focus und Die Zeit. Von 2000 bis 2013 war er im Feuilleton der Frankfurter Rundschau, vor allem als Theaterkritiker. Sein Arbeitsgebiet umfasst traditionelles Theater genauso wie zeitgenössische Formate. Er erarbeitete eigene Aufführungen (2015–2018 die Trilogie Mannheim Arrival, Spiel ohne Grenzen und Theben: Mannheimer Geschichten) am Nationaltheater Mannheim.
Außerdem schreibt Michalzik Bücher, zuletzt 1900, ein romanhaftes Sachbuch über den Monte Verità und die Lebensreform zu Beginn des vergangenen Jahrhunderts. Davor erschien eine Biografie über Heinrich von Kleist. Außerdem veröffentlichte er Die sind ja nackt!, ein Buch über das zeitgenössische Theater, und das bis heute einzige Buch über den Verleger Siegfried Unseld. Michalzik war Mitglied verschiedener Jurys, unter anderem beim Berliner Theatertreffen und den Mülheimer Theatertagen.
Michalzik unterrichtet an mehreren Universitäten und Hochschulen wie der Akademie für Darstellende Kunst Baden-Württemberg in Ludwigsburg, der Universität Luzern oder der Ludwig-Maximilians-Universität München. Seit 2016 ist er Gastprofessor für „Performance und Autorschaft“ an der Hochschule für Musik und Darstellende Kunst Frankfurt am Main und Dozent am Mozarteum in Salzburg. Er hat 2014 die Theaterbiennale „Neue Stücke aus Europa“ in Wiesbaden und die „Autorentheatertage“ in Berlin kuratiert. Michalzik ist Mitglied in der Deutschen Akademie der Darstellenden Künste, im Kuratorium des Kulturfonds Frankfurt RheinMain und mehreren Jurys (Ponto-Performance-Preis, Brücke Berlin Literatur- und Übersetzerpreis, Binding-Kulturpreis).
Michalzik lebt mit seiner Familie in Frankfurt am Main und Altkirchen (Oberbayern).

## Veröffentlichungen
- Gustaf Gründgens. Der Schauspieler und die Macht.  Quadriga, Berlin 1999, ISBN 978-3-88679-337-2
- Siegfried Unseld. Biografie. Blessing, München 2002, ISBN 978-3-89667-154-7
- Die sind ja nackt! Keine Angst, die wollen nur spielen. Gebrauchsanweisung fürs Theater. DuMont, Köln 2009, ISBN 978-3-8321-8066-9
- Heinrich von Kleist. Dichter, Krieger, Seelensucher. Propyläen, Berlin 2011, ISBN 978-3-549-07324-7
- 1900. Vegetarier, Künstler und Visionäre suchen nach dem neuen Paradies. DuMont. Köln 2018, ISBN 978-3-8321-9873-2
- Horváth, Hoppe, Hitler : 1926 bis 1938 : das Zeitalter der Masse. Berlin : Aufbau, 2022, ISBN 978-3-351-03813-7[3]